# Кетеван Андроникашвили
Кетеван Андроникашвили (груз. ქეთევან ანდრონიკაშვილი; 1754 — 3 июня 1782) — грузинская княгиня и первая жена будущего царя Грузии Георгия XII. Она известна победой грузинской кавалерии под её личным командованием над лезгинскими горцами в 1778 году.

## Биография
Княгиня Кетеван родилась в семье Андроникашвили, одном из влиятельнейших домов восточно-грузинского царства Кахети, утверждавшем о своём происхождении от византийской династии Комнинов. Её отец, князь Папуна Андроникашвили, был царским управляющим моурави района Кизики. Личность её матери неизвестна. У неё было три брата: Мелкиседек, Иезе и Реваз.
Княгиня Кетеван вышла замуж за Георгия, старшего сына царя Грузии Ираклия II и очевидного наследника престола Картли-Кахетинского царства в 1766 году. Этот брак помогал клану Андроникашвили, особенно брату Кетеван Ревазу, продвигать свои интересы при царском дворе. Андроникашвили противостояла фракция, которой покровительствовала супруга Ираклия II Дареджан Дадиани. К 1780 году партии Дареджан удалось уменьшить влияние Андроникашвили, убедив Ираклия снять Реваза Андроникашвили с должности моурави Кизики. Много лет спустя, в 1795 году, князь Реваз помешал кизикским войскам прийти на помощь осаждённому царю Ираклию, отчаянно сражавшемуся с персами в его столице Тбилиси.
24-летняя Кетеван приобрела славу и уважение в октябре 1778 года за свою роль в сражении при Гартискари, эпизоде давнего конфликта между грузинами и лезгинами. Наткнувшись на грабившую окрестности группу из примерно 500 лезгинских горцев по дороге в Тбилиси, Кетеван лично повела свою свиту из 300 кавалеристов в бой и одержала победу. Узнав об этом, Ираклий II встретил свою невестку со всеми воинскими почестями на въезде в Тбилиси. Она умерла в возрасте 28 лет в Тбилиси в 1782 году в результате осложнений от её последних родов и была похоронена в монастыре Давид-Гареджа. Через год Георгий женился на княгине Мариам Цицишвили.

## Дети
За 16 лет брака с Георгием Кетеван произвела на свет 12 детей:
1. Царевич Давид (1 июля 1767 — 25 мая 1819), царевич-регент Грузии (1800—1801).
2. Царевич Иоанэ (16 мая 1768 — 15 февраля 1819), учёный и писатель.
3. Царевна Вараара (1769 или 1770—1801), вышла замуж за царевича Симон-Зосиме Андроникашвили в 1784 году и родила трёх детей.
4. Царевич Луарсаб (1771 — до 1798), умер в юности.
5. Царевна Софиа (1771 — 28 сентября 1840)
6. Царевна Нино (15 апреля 1772 — 30 мая 1847), жена Григория Дадиани, владетельного князя Мингрелии и регентша после его смерти (1804—1806).
7. Царевна Саломе (ок. 1773 — 3 января 1777)[6]
8. Царевич Баграт (8 мая 1776 — 8 мая 1841), писатель, сенатор Российской империи.
9. Царевна Рипсиме (1779 — 27 мая 1847)
10. Царевич Соломон (1780 — до 1798), умер в юности.
11. Царевна Гайяна (27 сентября 1780 — 22 июля 1820), жена Георгия, герцога Ксанского, с 1794 года
12. Царевич Теймураз (23 апреля 1782 — 25 октября 1846), историк.